# タルジャの春
『タルジャの春』(タルジャのはる)は、韓国KBSにて2007年1月3日から3月15日まで放送されたテレビドラマ。全22話。

## あらすじ
ホームショッピング番組を制作する会社に勤めるタルジャ（チェリム）は典型的な仕事女。独立して、24坪のマンションと中古車を手に入れ、気付いたら33歳。そろそろ恋愛をしなくちゃと焦るも恋愛経験の全くないタルジャに近寄ってくる男は、番組プロデューサーで自由恋愛主義者のセド（コン・ヒョンジン）と、タルジャの理想を全て満たしながらも妻帯者のキジュン（イ・ヒョヌ）だった。傷心のタルジャが復讐のために300万ウォン払って雇った男は、イケメンで6歳若いカン・テボン（イ・ミンギ）。最初はわがままで生意気なテボンに振り回されっぱなしのタルジャだが、喧嘩しながらも契約恋愛が徐々に本物の愛へと…。果たして30代にしてタルジャに春は来るのか?恋愛コミックドラマ。

## キャスト
- オ・タルジャ：チェリム
- カン・テボン：イ・ミンギ
- オム・ギジュン：イ・ヒョヌ
- ウィ・ソンジュ：イ・ヘヨン
- シン・セド：コン・ヒョンジン
- チョン・ジョンエ：イ・ギョンジン

## 声優
- オ・タルジャ：弓場沙織
- カン・テボン：勝杏里
- オム・ギジュン：入江崇史
- ウィ・ソンジュ：日野由利加
- シン・セド：福田賢二

## スタッフ
- 演出：イ・ジェサン
- 脚本：カン・ウンギョン

## サブタイトル
1. 彼女を悩ますもの
2. 恋愛も代行可能ですか?
3. 運命の出会いはあるのか?
4. 王子様は存在した!しかし…
5. 不適切な関係に対処する彼女の姿勢
6. ショー・マスト・ゴー・オン
7. 人の心に大切なのは2%の湿度
8. 愛情不足が負け犬女に与える影響
9. レンガ1枚の重み
10. そばに私たちがいるのを忘れないで
11. 恋愛の作用と反作用の法則
12. ロマンが美しい理由
13. ハッピーバレンタイン トゥーユー!
14. スーパーウーマンでなくても構わない
15. 愛は春の雨のように心を濡らす
16. 愛にも時には義理が必要だ
17. 愛するが故に捨てるべき大切なこと1
18. 愛するが故に捨てるべき大切なこと2
19. 男としての生き方
20. 女としての生き方
21. 愛に不器用な人たち
22. 春は訪れ花は咲く

## 韓国国外での放送

### 日本
日本では、BSジャパンにて2008年1月16日から放送され、2008年10月16日から再放送された。地上波では、フジテレビ「韓流α」枠にて2010年6月21日から放送され、同枠で2011年3月2日から再放送されたが、東北地方太平洋沖地震（東日本大震災）の影響で中断した。